# Sergei Ossipowitsch Maisel
Sergei Ossipowitsch Maisel (russisch Сергей Осипович Майзель; * 14. Dezemberjul. / 26. Dezember 1882greg. in St. Petersburg; † 5. Juli 1955 in Moskau) war ein russischer Physiker und Hochschullehrer.

## Leben
Maisels Vater war der Arzt Ossip (Iosif) Issajewitsch Maisel (1855–1913). Maisels Mutter Sofja Jefremowna geb. Antik starb 10 Tage nach Maisels Geburt.
Maisel studierte an der Universität St. Petersburg mit Abschluss 1906. Darauf arbeitete er im St. Petersburger Bergbau-Institut als Bergbauingenieur. Daneben lehrte er ab 1908 an den Höheren Bestuschew-Kursen für Frauen in St. Petersburg (bis 1918). 1909 bildete er sich an der Universität Göttingen fort. 1911 erhielt er die Ernennung zum Professor. Er hatte den erblichen Rang eines städtischen Ehrenbürgers und war Hofrat (VII. Adelsrang).
Nach der Oktoberrevolution arbeitete Maisel weiter im Bergbau-Institut. Ab 1920 arbeitete er zusätzlich im Petrograder Optik-Institut (GOI) als Leiter der Abteilung für Geometrische Optik.
1930 wechselte Maisel nach Moskau ins Allrussische Elektrotechnik-Institut (WEI). 1938 wurde er zum Doktor der technischen Wissenschaften promoviert. 1947 wurde er Mitglied der KPdSU. 1951 wurden aus dem WEI weitere Institute gegründet, so auch das Allrussische Forschungsinstitut für Lichttechnik (WNISI), in dem Maisel nun arbeitete.
Maisels Arbeitsschwerpunkte waren die Lichtmessung unter Benutzung physikalisch begründeter photometrischer Messgrößen, die Grundlagen der Farbmetrik und die Entwicklung neuer Lichtquellen. Er entwickelte eine Theorie der Farbwahrnehmung. Er schlug für die Bewertung geringer Helligkeiten eine Äquivalente Helligkeit vor, die 1963 in das IEC/CIE International Lighting Vocabulary der Internationalen Beleuchtungskommission aufgenommen wurde. Mit seiner Beteiligung wurden Probleme der Beleuchtung insbesondere der Eremitage, der Tretjakow-Galerie, der Moskauer Metrostation Kaganowitsch, der Kremlsterne, des Lenin-Mausoleums, des Zentralen Akademietheaters der Roten Armee und der Ausstellung der Errungenschaften der Volkswirtschaft gelöst. Auch beteiligte er sich an der Entwicklung von Beleuchtungskonzepten für Theateraufführungen und Konzerte. Er war Mitherausgeber der Zeitschriften Elektrizität und Lichttechnik.
Maisels ältester Sohn war der Komponist Boris Maisel. Maisels jüngster Sohn Jewgeni Maisel war Spezialist für Luftbildfotografie und fiel 1944 im Deutsch-Sowjetischen Krieg nach kurzer Ehe mit Marjana Janowna Spielrein, Tochter des Mathematikers Jan Nikolajewitsch Spielrein.

## Ehrungen
- russischer Sankt-Stanislaus-Orden III. Klasse
- Verdienter Wissenschaftler der RSFSR (1944)
- Stalinpreis II. Klasse (1946) für die Beteiligung an der Innenausstattung des Lenin-Mausoleums
- Leninorden (zweimal)
- Medaille „Für die Verteidigung Moskaus“
- Medaille „Für heldenmütige Arbeit im Großen Vaterländischen Krieg 1941–1945“
- Medaille „Zur Erinnerung an den 800. Jahrestag Moskaus“